# Kiyokawa
Kiyokawa (清川村?) è un villaggio giapponese della prefettura di Kanagawa.